# Pholcophora
Genre
Pholcophora est un genre d'araignées aranéomorphes de la famille des Pholcidae.

## Distribution
Les espèces de ce genre se rencontrent en Amérique du Nord et aux Antilles.

## Liste des espèces
Selon World Spider Catalog (version 24.5, 23/08/2023) :
- Pholcophora americana Banks, 1896
- Pholcophora bahama Gertsch, 1982
- Pholcophora maria Gertsch, 1977
- Pholcophora mazatlan Huber, 2023
- Pholcophora mexcala Gertsch, 1982
- Pholcophora papanoa Huber, 2023
- Pholcophora tehuacan Huber, 2023
- Pholcophora texana Gertsch, 1935

Selon World Spider Catalog (version 23.5, 2023) :
- † Pholcophora brevipes Wunderlich, 1988
- † Pholcophora gracilis Wunderlich, 1988
- † Pholcophora longicornis Wunderlich, 1988

## Systématique et taxinomie
Ce genre a été décrit par Banks en 1896 dans les Pholcidae.

## Publication originale
- Banks, 1896 : « New North American spiders and mites. » Transactions of the American Entomological Society, vol. 23, p. 57-77 (texte intégral).